# Giorgi Papunashvili
Giorgi Papunashvili (en georgiano: გიორგი პაპუნაშვილი; Tiflis, 2 de septiembre de 1995) es un futbolista georgiano que juega como delantero en el Zira F. K. de la Liga Premier de Azerbaiyán.

## Trayectoria
Comenzó su carrera en la cantera del Dinamo Tiflis. En 2013, tras solo estar una temporada en el segundo equipo de dicho club pasa a formar parte del primer equipo donde debuta en la liga contra el Spartak Tskhinvali saliendo desde el banquillo.
En la temporada 2014-15 se convierte en la pieza clave en el Dinamo, anotando 16 goles, entre los que cabe destacar el par de goles anotados en la final de Copa.
En el verano de 2015 es cedido a la cantera del Werder Bremen, SV Werder Bremen II, pero una lesión le mantuvo apartado un gran tiempo de los terrenos de juego y solo pudo disputar 20 partidos en los que anotó dos goles.

### Real Zaragoza
Al inicio de la temporada 2017-18, firmó un contrato de 4 años con el Real Zaragoza de la Segunda División.
En su primera temporada en el conjunto zaragocista disputó 28 encuentros entre Liga y playoff, 15 de ellos como titular, en los que marcó siete goles, siendo el segundo máximo goleador del equipo aragonés por detrás de Borja Iglesias.
Su progresión le valió la renovación a final de curso, ampliando su contrato un año más, hasta 2022, con la correspondiente subida salarial, pero su siguiente temporada estuvo marcada por las lesiones y únicamente disputó trece partidos de Liga, anotando dos goles, uno de ellos frente al Extremadura UD en el estreno de Víctor Fernández en el banquillo.
En enero de 2020 el Real Zaragoza y el Racing de Santander llegaron a un acuerdo para que jugara cedido en el conjunto cántabro hasta final de temporada.
Tras el descenso del club cántabro a la Segunda División B, donde jugó cuatro encuentros, en la temporada 2020-21 regresó al Real Zaragoza en el que jugó tres partidos durante el primer tramo de la competición. 
En diciembre de 2020 se anunció su traspaso al Apollon Limassol chipriota. Tras esta experiencia regresó a su país para jugar en el F. C. Torpedo Kutaisi.

## Selección nacional
Debutó con la selección absoluta de Georgia en partido amistoso contra los Emiratos Árabes Unidos el 3 de junio de 2014, encuentro que acabaría en derrota por 1 a 0 para los caucásicos. 
También representó al equipo nacional de fútbol con la selección sub-17 de su país en el Campeonato de Europa celebrado en Eslovenia en 2012, pasando posteriormente por las selecciones sub-19 y sub-21.

## Clubes
| Club                   | País       | Año       |
| ---------------------- | ---------- | --------- |
| F. C. Dinamo Tiflis II | Georgia    | 2012-2013 |
| F. C. Dinamo Tiflis    | Georgia    | 2013-2015 |
| SV Werder Bremen II    | Alemania   | 2015-2016 |
| F. C. Dinamo Tiflis    | Georgia    | 2016-2017 |
| Real Zaragoza          | España     | 2017-2020 |
| Racing de Santander    | España     | 2020      |
| Real Zaragoza          | España     | 2020      |
| Apollon Limassol       | Chipre     | 2020-2022 |
| F. C. Torpedo Kutaisi  | Georgia    | 2022      |
| F. K. Radnički Niš     | Serbia     | 2022-2023 |
| F. C. Samtredia        | Georgia    | 2023      |
| F. C. Telavi           | Georgia    | 2023      |
| Käpäz P. F. K.         | Azerbaiyán | 2023-2024 |
| Zira F. K.             | Azerbaiyán | 2024-     |